# Maria de Groot
Maria de Groot  (Wormer, 26 februari 1937) is een Nederlands schrijfster en theologe.

## Levensloop
Maria werd geboren in Wormer en groeide op in een Hervormd gezin. Ze studeerde Nederlands en theologie in Amsterdam en promoveerde op een studie over het evangelie van Johannes. Daarna ging zij werken als docent en wetenschappelijk medewerker. Hierna ging zij aan de slag bij de VPRO voor de dagopening en werd vervolgens predikante in de Kloosterkerk in Den Haag. Ze verliet in 1975 haar ambt als predikante en richtte vervolgens met twee Protestante voorgangers en zes Katholieke pastores, de oecumenische basisgemeenschap "Ekklesia" op. Hierna ging zij aan de theologische faculteit in Utrecht werken.
Maria begon later steeds meer interesse in het geven van cursussen over de bijbel en spiritualiteit en gedichten schrijven. Dit ging zij doen in een voormalig schoolgebouw in Woudsend.

## Carrière
Maria ging in 1966 aan de slag als schrijfster. Ze debuteerde toen haar eerste 2 dichtbundels Rabboeni en Amsterdams getijdenboekje. Haar boek De komst van de ransuil presenteerde zij tijdens de onthulling van een door haar gemaakte poëzie-steen "Oktober in Woudsend" in Woudsend. Dit gedicht werd later ook opgenomen in haar gedichtenbundel Lamp van melkglas. In 2002 werd ze benoemd tot Ridder in de Orde van Oranje-Nassau.